# 1811 Брюер
1811 Брюер (1811 Bruwer) — астероїд головного поясу, відкритий 24 вересня 1960 року.
Тіссеранів параметр щодо Юпітера — 3,184.